# Штранга
Штранга (чув. Штранкă) — река в России, протекает по территории Моргаушского и Ядринского районов Чувашии. Устье реки находится в 13 км от устья Вылы по правому берегу. Длина реки — 26 км, площадь водосборного бассейна — 119 км². В 3,7 км от устья принимает слева реку Мана-Мар.
Протекает вдоль населённых пунктов: Сяран-Сирмы, Шептаки, Сюлово, Ойкас-Асламасы, Лешкас-Асламасы, Большое Чурашево, Малое Чурашево.

## Данные водного реестра
По данным государственного водного реестра России относится к Верхневолжскому бассейновому округу, водохозяйственный участок реки — Сура от устья реки Алатырь и до устья, речной подбассейн реки — Сура. Речной бассейн реки — (Верхняя) Волга до Куйбышевского водохранилища (без бассейна Оки).
Код объекта в государственном водном реестре — 08010500412110000040360.